# カリートの道
『カリートの道』（原題：Carlito's Way）は、1993年のアメリカ合衆国の犯罪映画。
監督はブライアン・デ・パルマ、出演はアル・パチーノとショーン・ペンなど。
ニューヨーク州最高裁判所の元判事エドウィン・トレスの同名小説、およびその続編『それから』を原作とする。ゴールデングローブ賞2部門の候補に挙がった。

## ストーリー
元麻薬王のカリート・ブリガンテは、親友の弁護士デイヴ・クラインフェルドの尽力によって、刑期30年のところ、たった5年で刑務所から出所する。そして、クラインフェルドの紹介でディスコの経営という仕事も早々にして得ることができた。しかし、彼が5年ぶりに見た街と人々は、仁義も信義も失い変わり果てていた。麻薬の取引では見境いのない殺人が横行し、かつての仲間は金のために平然とカリートを裏切ろうとする。
さらにカリートは、ベニー・ブランコというチンピラを殺害することができず、自らの老いを悟る。そんな街と人々にカリートは絶望し、周囲の期待をよそに南国バハマでレンタカー屋を営むという夢を叶えるため、堅気の生活を送りながら貯金に精を出す。さらに、かつての恋人・ゲイルとのよりを戻し、夢へと一歩一歩近づいていく。
そんな中、クラインフェルドが「マフィアのボスの脱獄を手伝ってくれ」という依頼を切り出してきた。カリートは、かつて自分の裁判の際に弁護士として刑を軽くしてくれた恩義のため断ることができず、ゲイルの制止を振り切って頼みを承諾する。決行当日、コカイン漬けのクラインフェルドを見たカリートは、嫌な予感を覚える。そしてその予感は的中、クラインフェルドは突如として暴走し、ボスと見張り役のボスの息子を惨殺してしまう。クラインフェルドの凶行にカリートは激怒、彼にもう借りはないとしてその場を立ち去る。
しばらくしてクラインフェルドは、マフィアからボス殺しの報復として襲撃され負傷する。一方、カリートは検察に召喚され、カリートが服役している間にクラインフェルドが数々の犯罪に手を染めた大物犯罪者になっていたことや、彼が嘘の証言で自分を売ろうとしていたことを明かされる。検察は「免罪の代わりにクラインフェルドを計画殺人罪に問う証言を行う」という司法取引に応じるかどうか、翌日の昼までに決断するようにカリートに迫る。
カリートは、帰り道で突然マイアミ行きの夜行列車の切符を購入し、全ての有り金を持って今夜中にバハマへ旅立つことをゲイルに告げる。ゲイルが妊娠し、今夜旅立つという時に怒りを隠せなかったカリートは、彼女を先に駅へ行かせ、自らはクラインフェルドの病室に向かう。
クラインフェルドは、カリートが自分を殺しにきたのではと警戒し彼に銃を向けるが、カリートは言葉をかけるだけで何もしなかった。その後、今度はマフィアの殺し屋がクラインフェルドの病室にやってきた。クラインフェルドは銃で応戦しようとするが、銃の弾丸が抜かれていた。カリートの策略にまんまとはめられたクラインフェルドは、無様に射殺されてしまう。
カリートは金を持ってゲイルの待つグランド・セントラル駅に急ごうとするが、彼の前にマフィアのボスの次男ヴィニーが立ちはだかる。追撃をかわしながら駅に辿り着き、壮絶な銃撃戦の末に彼らを倒したカリートだったが、乗車する直前に自分の用心棒バチャンガとベニー・ブランコが現れ、カリートは撃たれてしまう。
今際のカリートはゲイルに金を託し、「お腹の子供と2人で街を出ろ」と言い残す。それまでの人生が走馬灯のように脳裏を駆け巡る中で、カリートは静かに息を引き取る。彼が最期に見たものは、かつて夢見たパラダイスを写し出した看板だった。

## キャスト
※括弧内は日本語吹き替え
- カリート・“チャーリー”・ブリガンテ - アル・パチーノ（野沢那智）
- デヴィッド・クラインフェルド - ショーン・ペン（安原義人）
- ゲイル - ペネロープ・アン・ミラー（玉川砂記子）
- ベニー・ブランコ - ジョン・レグイザモ（中村秀利）
- ステフィー - イングリッド・ロジャース（小林優子）
- パチャンガ - ルイス・ガスマン（梁田清之）
- ノーウォーク - ジェームズ・レブホーン（小室正幸）
- ダンカン刑事 - ジョン・フィン
- ラリーン - ヴィゴ・モーテンセン（二又一成）
- グアヒロ - ジョン・オーグスティン・オルティス

## 音楽
- パトリック・ドイルがオリジナルのスコアを作曲し、ミュージカル・スーパーバイザーのジェリービーン・ベニテスがサウンドトラックにサルサ、メレンゲ、その他の本格的なスタイルを追加した。

- サウンドトラックに収録されたジョー・コッカーの主題歌"en:You Are So Beautiful"は、ゲイルのアパートのシーンと映画のエンドクレジットで使用されている。

## 作品解説
原題“Carlito's Way”はフランク・シナトラの「マイ・ウェイ」にちなんでつけられたが、劇中に「マイ・ウェイ」は一回も使われていない。
生い立ちから30代までのカリートを描いた『カリートの道』と40代のカリートを描いた『それから』が原作としてクレジットされているが、映画で描かれているのは主に『それから』の部分である。
『それから』をベースにしているのに映画のタイトルが『カリートの道』なのは、『それから』と原題が同じマーティン・スコセッシ監督の『アフター・アワーズ』（After Hours）との混乱を避けるためである。
カリートとイタリアン・マフィアとの電車でのシーンは、予算の都合で見送られた『アンタッチャブル』のクライマックスシーンを応用している。
クライマックスの銃撃戦が行なわれるエスカレーターは、ニューヨークのグランド・セントラル駅に実在する。映画では非常に長いエスカレーターに思えるが、実際はかなり短い。これはデ・パルマの得意とする撮影テクニックであり、『アンタッチャブル』の乳母車のシーンにもその手法が使用されている。

## 評価
レビュー・アグリゲーターのRotten Tomatoesでは48件のレビューで支持率は81%、平均点は7.10/10となった。Metacriticでは25件のレビューを基に加重平均値が65/100となった。

## 関連作品
2003年には、プロデューサーのマーティン・スコット・ブレグマンによって、本作品の前日譚にあたる『カリートの道 暗黒街の抗争』が製作された（劇場未公開）。